# Малоалександровка (Казахстан)
Малоалекса́ндровка (каз. Малоалександров) — село у складі Аккольського району Акмолинської області Казахстану. Входить до складу Урюпінського сільського округу.
Населення — 111 осіб (2021; 245 у 2009, 481 у 1999, 389 у 1989).
Національний склад станом на 1989 рік:
- росіяни — 37 %
- німці — 27 %.